# Polská Wikipedie
Polská Wikipedie je jazyková verze Wikipedie v polštině. Vznikla jako devátá Wikipedie, v září 2001. Zakladateli polské Wikipedie jsou fyzik Paweł Jochym a lékař Krzysztof P. Jasiutowicz (Kpjas).
V červnu 2024 obsahovala přes 1 619 000 článků a pracovalo pro ni 98 správců. Registrováno bylo přes 1 313 000 uživatelů, z nichž bylo asi 4 600 aktivních. V počtu článků byla 11. největší Wikipedie. Je také druhou největší Wikipedií psanou ve slovanském jazyce (po ruské verzi). V roce 2006 byla polská Wikipedie vydána na DVD.
V roce 2012 provedli 90,2 % editací polské Wikipedie uživatelé z Polska, 1,9 % z USA a 1,9 % ze Spojeného království.
V roce 2019 bylo zobrazeno okolo 3 miliard dotazů. Denní průměr byl 8 217 100 a měsíční 249 936 777 dotazů. Nejvíce dotazů bylo zobrazeno v lednu (292 013 580), nejméně v červenci (226 869 280). Nejvíce dotazů za den přišlo v úterý 27. srpna (11 875 546), nejméně v pátek 6. září (5 691 108).
Nejvíce článků, respektive dotazů, z polské Wikipedie je zobrazeno v Polsku (88,5 %), ve Spojeném království (2 %), Německu (1,9 %) a USA (1 %). Naopak na území Polska uživatelé používají polskou verzi v 80,8 % případů a dalšími nejrozšířenějšími jazykovými verzemi jsou zde anglická (15 %), ruská (1,7 %) a německá (0,8 %). Uživatelé v Polsku si během měsíce zobrazí asi 249 milionů dotazů, což představuje 1,7 % celkového zobrazení v rámci celé Wikipedie. Polská Wikipedie je používána i na Islandu, kde si ji zobrazí v 1,7 % dotazů a je tam tak po anglické a islandské třetí nejrozšířenější. Také v Norsku 1,2 % dotazů směřuje do polské verze podobně jako v Litvě (1 %).

## Galerie

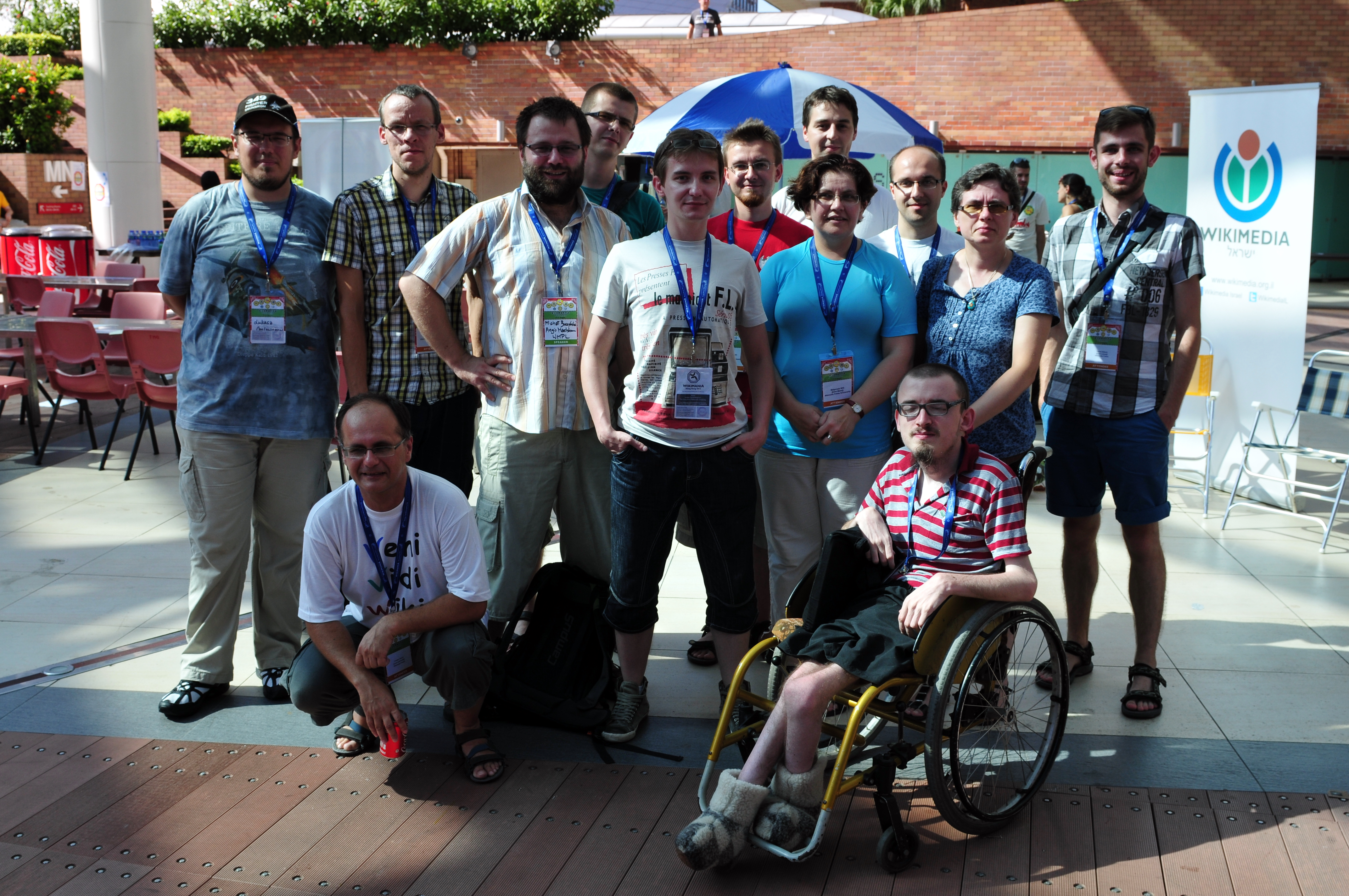
Polští wikipedisté na Wikimania 2013
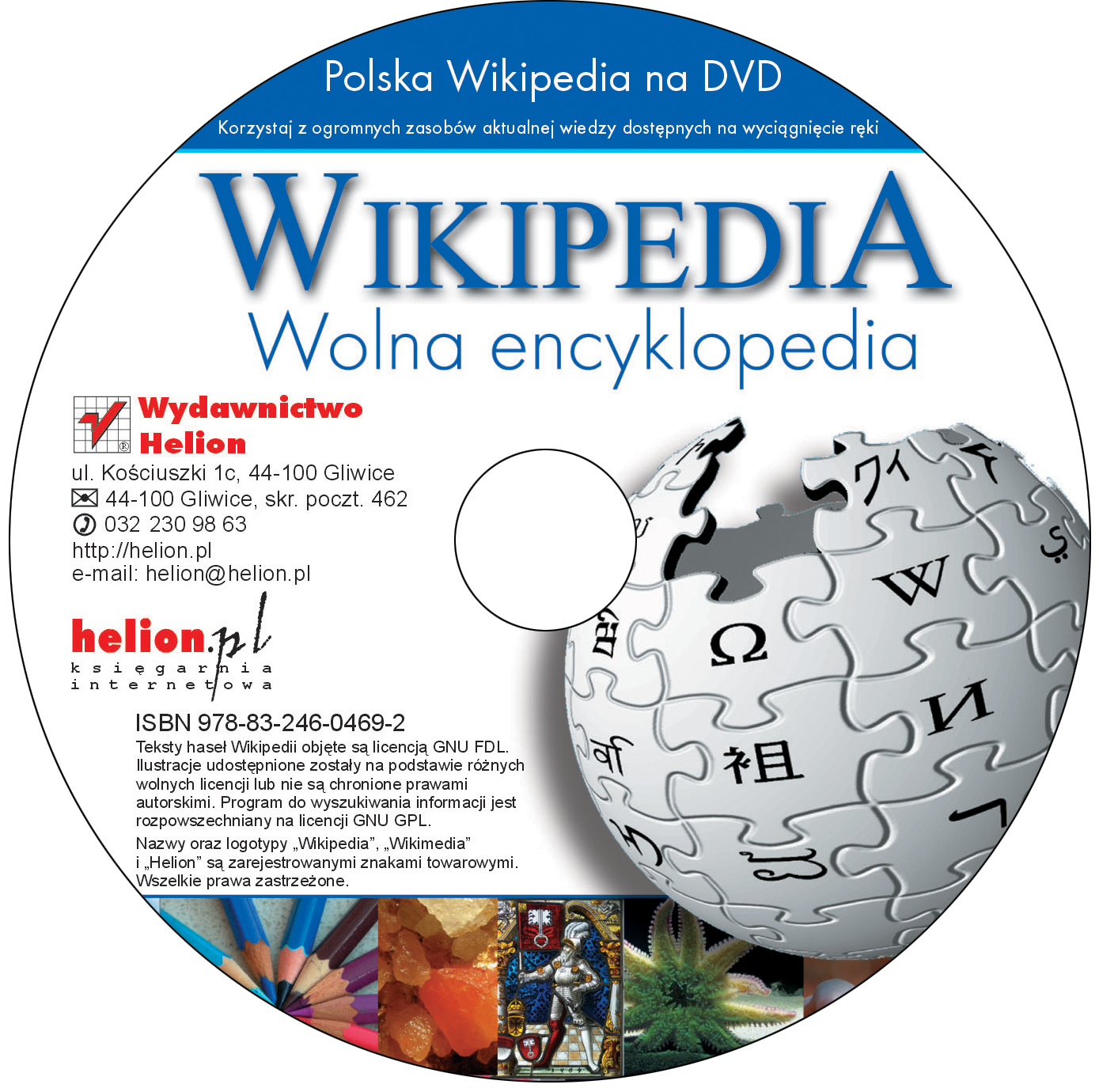
Vydání polské Wikipedie na DVD
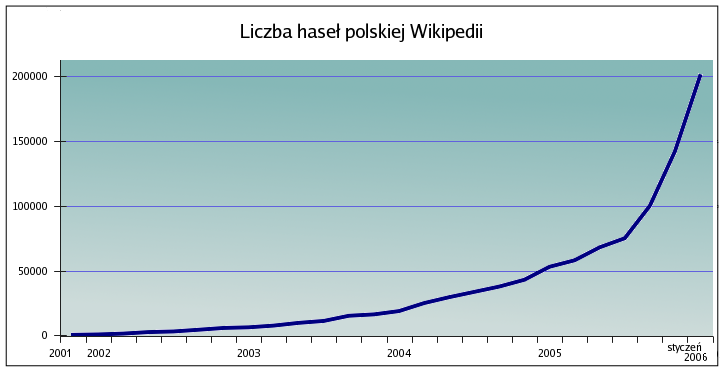
Graf vývoje počtu článků